# ハンドレッド (テレビドラマ)
『ハンドレッド』(The 100)  は、2014年からCWテレビジョンネットワークで放送されたアメリカ合衆国の終末ものテレビドラマシリーズである。本シリーズはKass Morganによる小説シリーズ『The 100』に基づき、Jason Rothenbergによって制作された。
2014年3月19日に放送開始。2021年現在、日本では、Netflixで配信されている。2020年に放送のシーズン7をもって終了した。ファイナルシーズンのバックドアパイロット版エピソードとしてスピンオフ『The 100: Second Dawn（原題）』がある。

## あらすじ
プロローグ
地球上のほとんどの生命を絶滅させた核戦争から97年後……。
戦争前に軌道上に置かれた12の宇宙ステーションの居住者は、宇宙ステーションは連結して居住ステーション『アーク』を構成し、ジャハ議長の指導のもとに2400人が生き残っていた。
しかし、『アーク』では資源や食料は慢性的に不足しており、少しでも資源を節約するために、18歳以上の犯罪者は罪の重さを問わず、宇宙空間へ放出されて死刑にしていた。
序盤
そんなある日、『アーク』の生命維持装置に重大な障害が見つかり、さらに人口を減らすなどの対処が求められていた。酸素供給の維持限界まで4か月を切っている『アーク』では、その事実を一般には隠して、リーダーの1人・マーカスの横暴が加速していく。
100人の18歳未満の囚人たちは、『アーク』の人口削減も兼ねて、"ハンドレッド計画"の名のもとに地球が居住可能かどうか確認するため、ワシントンD.C.近くの地表に送りこまれることになる。
地表に着陸後は、マウント・ウェザーにある軍事基地に避難場所と食料を頼ることになっていたが、目的地から30キロも離れたところに着陸してしまう。降り立った地点はジャングルと化しており、核兵器による遺伝子の悪影響により「奇妙な生物」が生まれており、危険な肉食獣も存在していた。
ハンドレッドの一人で主人公の少女クラークは、新世界の驚異と危険に直面しながら、様々な個性あふれる仲間たちと協力したり、不良たちを率いているベラミーらと反発をしながらも、次第にリーダーとなり共同体《空の民》を作っていく。
一方、クラークの母で女医のアビーは、地球に降り立ったハンドレッド達に付けられた『モニター装置』から推測を重ねていたが、モニター通信が途絶えたことから、地上に恋人のフィンがいる女性整備士レイヴンと共に自身も地球に降りようとするが、レイヴンだけが地球へと降りる。
中盤
ストーリーが進むにつれ、グラウンダー《森の民》と呼ばれる生き残りや、理性を失ってしまった人喰いのリーパー、そして未だ高度な文明を残しているマウンテンマン《山の民》たちといった核戦争を生き延びた人々がいることが判明する。

## 居住ステーション "アーク"
地球で繰り広げられた核戦争後も、人類が生存することができた居住施設。軌道上に置かれた12の宇宙ステーションを連結することで、一つの居住ステーションを構築している。総員2400人ほどが居住しており、「小さな街」レベルの大きさである。
「数百年の後、放射能の影響がなくなった地球に帰還すること」がアークの使命であったが、核戦争から97年という年月が経過し、補給がまったくない状況であるため、資源や物資の枯渇や老朽化などの要因により、アークの存続は限界に来ていた。
そのため、罪の大小を問わず、18歳以上の犯罪者はほぼ全員、宇宙へ放出する死刑が採用されていた。18歳未満の子供は収監された後に、18歳になった時点で再審理が行われる規則である。
アークの存続が限界に来ていたことは、一般市民には秘匿されており、それを一般市民に公開しようとしていた主人公の少女クラークの父親は逮捕され死刑。事実を知らされた娘のクラークも、逮捕されて収監されてしまう。

## キャスト
※括弧内は日本語吹替

### ハンドレッド
クラーク・グリフィン
演 - イライザ・テイラー（瀬戸麻沙美）
アビーの娘で本編の主人公。議員でもある医者の母の影響で、医学の道を目指していた技術者の父を持つ優等生。　母親譲りの性格で、非常に強気なだけでなく傲慢で身勝手な性格ではあるが、普段は品行方正かつ穏やかで献身的な性格。　アークの事実を告発しようとして投獄された父が処刑されることに納得できず、父に代わり人々に事実を知らせようとして暴れた為に投獄された。その後、ハンドレッド計画実行の際に、他の囚人と共に地球へ送られる。地球では優等生であることで元々一目置かれる存在であったこともあり、到着直後からリーダーシップを発揮していた。　序盤は粗暴で傲慢だったベラミーと衝突を繰り返すが、やがて協的な関係性になる。　母親同様、とにかく自分の考えが正しいと妄信しており、周囲に対して強要して意見を押し付けることが多く、思い通りにする為には、手段を択ばない。　ひどい場合は仲間さえも売ってしまう為、終盤はメンバーからの信頼を失う。　謝罪をしても、本当のところは口だけで反省しておらず、すぐに同じことを繰り返すことをメンバーにも見抜かれており、人の上に立てる器ではないが、母親同様、なぜか周囲や敵から一目置かれる不思議な存在である。
フィン・コリンズ
演 - トーマス・マクドネル（興津和幸）
クラークを助けてくれる青年。向こう見ずな性格ではあるが、頼れる一面もある。クラークとはお互いに気になる存在だが、アーク宇宙船にいるレイヴンの恋人でもある。
オクタヴィア・ブレイク
演 - マリー・アヴゲロプロス（國立幸）
一人っ子政策の宇宙ステーションの規則に反して生まれた、ベラミーの妹。隠れて育てられていたが、生存の発見で、すぐさま少年院に連行され、ハンドレッドとして地球に送られた。兄に甘やかされて育った為、非常にわがままで奔放な性格。　身勝手な言動が目立ち、何かと問題を起こすが、とある地位に就いてからは傲慢さと冷酷さが加わり、兄のベラミーからも見捨てられかけたが、その遠因を作ったのはクラークの母であるアビーであり、彼女も一種の被害者である。
ベラミー・ブレイク
演 - ボブ・モーリー（星野貴紀）
オリジナル「ハンドレッド」のメンバー。妹思いの青年。地球送りになる妹の為に、犯罪を犯してまでロケットに同乗。　当初は傲慢な性格であったが、時を経るにつれ傲慢さは影を潜め、温情ある仲間想いの良きリーダー的存在へ変貌していく。　いつもリーダー的な立場から、難しい選択を迫られて葛藤を繰り返し、気弱になった心の隙間を埋めてくれたパイクに一時は傾倒し
仲間を危機的状況に追い込むが、ケインの度重なる説得もあり、苦悩しつつも正しい選択をして最終的には仲間を救った。
ジャスパー・ジョーダン
演 - デヴォン・ボスティック（木村良平）
オリジナル「ハンドレッド」の繊細な少年。親が植物栽培の仕事に就いていたが、その植物を無断で販売したとして、親友のモンティーと共に少年院に収監される。植物の知識が重宝され、地球では薬剤師的な役割を担当することになる。第1話のラストで投げ槍で腹部を貫かれて、何者かに連れていかれる。
モンティ・グリーン
演 - クリストファー・ラーキン（村瀬歩）
アンサンブルキャストには欠かせない、アジア系のキャラクター。オリジナル「ハンドレッド」の1人として、親友のジャスパーと地球に送られる。理系の秀才で、何度となく仲間を助けることに貢献。多くの友人や家族を辛いし状況で亡くしている。
ジョン・マーフィー
演 - リチャード・ハーモン
ベラミーの仲間。当初は身勝手で傲慢、かつ凶悪な性格の持ち主で、ウェルズを敵対視していた。シーズン1では暴れまわって皆の厄介者だったが、光の街探しの旅に出てエモリと出会ってからは変貌を遂げていく。　生き残ることを至上としている割には無謀なことも躊躇せず行う相反する性格を併せ持つ人物。　生き残るために様々な人を裏切ったり悪事も働く為、痛い目に遭う事が多いが、最終的には難を逃れる幸運な男である。　窮地に陥っている人を助ける事も多く、善悪では測れない不思議な人物である。　
ウェルズ
ジャハ議長の息子。黒人の青年。正義感が強くルールを重んじており、自由を満喫しようとする不良グループ達に忠告していたが、父親のせいで周囲から孤立していく……。シーズン1序盤、ジャハ議長のことを憎んでいる幼い少女・シャーロットによって、不意をつかれて首をナイフで刺されて殺害される。
ミラー
　
ハーパー

### アーク宇宙ステーション
アビー・グリフィン
演 - ペイジ・ターコー（榊原良子）
「ハンドレッド」のリーダー、クラークの母親。アーク宇宙ステーションの女医で、リーダーグループの一員。　聡明で公正な人物のように見えるが、非常に身勝手かつ傲慢な性格の為、周囲に様々な災厄をもたらす諸悪の根源となっている人物。　自分の夫を告発して死刑に追い込み、娘を死なせない為に、地球へ送り込む等、ジャハと同様で公私混同を犯すが、自己正当化ばかりで全く反省のない人物であり、自分の希望を叶えるためには、仲間も他人も平然と見捨てる冷酷な人物。　シェルターへの避難時にオクタヴィアを怪物化させた張本人である。　医者でありながら薬物中毒者。
マーカス・ケイン
演 - ヘンリー・イアン・キュージック（安原義人）
アーク宇宙ステーションのリーダーの1人。クラークを「ハンドレッド」のメンバーに選んだ人物。当初は冷酷かつ傲慢な野心家であったが、だんだんとクラークの母・アビーとの関係が深まるにつれ、温情ある良い指導者に変貌し、心の高潔さをレクサにも認められ、空の民の議長として重んじられた。　突然現れたにもかかわらず、我が物顔に振る舞うパイクに対しても公平に接した結果、逆手に取られて議長の座を追われてしまう。　ベラミーの変心で最終的に議長の地位は取り戻したものの、その後もアビーやオクタヴィアの尻拭いで悲惨な目に遭い続けるなど、不運な人である。
セロニアス・ジャハ議長
演 - イザイア・ワシントン（石塚運昇）
“アーク”の司法機関である議会を取り仕切るリーダー。若者たち100人を地球に送る決断を下したが、その中には一人息子のウェルズも含まれていた。　議長時代は弱気だったが、その地位を降りてからは奔放な性格に変貌。　何かと思い込みが激しく、他人に対して譲らない性格。　議長の地位から降りても、結局は自分の思う通りに事を進めたいがために人々を裏で扇動する危険人物。　そのせいで仲間だけでなく人類を窮地に陥れることになるが、懲りずにそのあとも何かと画策して結束を乱す厄介な人物である。
レイヴン・レイエス
演 - リンゼイ・モーガン（茉莉邑薫）
「ハンドレッド」の1人として地球に送られた恋人のフィンの下に行くため、自ら地球に向かった。頭脳優秀で容姿端麗。 仲間に撃たれて脚が不自由になる。　非常に強気な性格であり、自由奔放かつ多情な女性である。　出来ないことは自分の足を治す事だけと豪語して周囲も否定しないほど何でも出来てしまう優秀な技術者。　
ジャクソン
神経外科医でアビーの助手。ミラーと恋仲。
シンクレア
“アーク”でのレイヴンの上司。
チャールズ・パイク
演 - マイケル・ビーチ
アークの元教師。

### 森の民
リンカーン
演 - リッキー・ウィトル（木村昴）
オクタヴィアの恋人。グラウンダーと空の民の平和的な共存を望むグラウンダー。オクタヴィア達を手助けし、グラウンダーと空の民の橋渡しをしようとしていたが、パイクによって処刑されてしまう。
レクサ
演 - アリシア・デブナム＝ケアリー
森の民であり、12の部族を牽引する総帥。
タイタス
レクサの部下。
エモリ
盗人。ジョン・マーフィーと恋仲になる。
インドラ
女戦士。オクタヴィアの師匠。
ガイア
インドラの娘。フレームキーパー。
ナイコ
治療医。リンカーンの親友。
アーニャ
女戦士。
ナイラ
演 - ジェシカ・ハーモン
物々交換所の女性。

### 氷の民
ロアン
女王の死後、王座に就く。シェルター争奪の選抜戦士の一人。
エコー
女戦士。本名：アッシュ
オンタリ
演 - リアノン・フィッシュ
闇の血。
ナイア
氷の国の女王。

### 海の民
ルナ
闇の血。シェルター争奪の選抜戦士の一人。

### 樹海の民
イリアン
シェルター争奪の選抜戦士の一人。

### 空の民
13番目の部族。

### その他の民
砂漠の民、崖の民、谷の民、湖の民、岩の民、平原の民、知識の民、広葉樹の民
シェルター争奪の選抜戦士の一人ずつ選出する。

### マウンテンマン
エマーソン
マウント・ウェザーの唯一の生き残り。
マヤ
マウント・ウェザーの除染ユニットで働く女性。恋仲になったジャスパーの腕の中で放射線被ばくにより死亡。
ケイジ
大統領ダンテの息子。
ダンテ
マウント・ウェザーの大統領。

### リーパー
野蛮な集団。

### エリギウス4号
ディヨザ
演 - イワナ・ミルセヴィッチ（藤本喜久子）
エリギウス4号の囚人を率いる。
ショウ
エリギウス4号の操縦士。レイヴンと恋仲になる。
マクレアリー
演 - ウィリアム・ミラー（木内秀信）
ディヨザの部下。2度目のプライムファイア後、唯一自然が残った谷に爆弾を投下する。
ビンソン
殺人鬼。首輪の電流で死亡。

### サンクタム

#### プライム
ジョセフィン

### その他
ベッカ・フランコ
クラーク達が地球に送られた約100年前に登場する天才科学者。すでに死亡しているが、物語のキーパーソンとして登場。
アリー
ベッカによって発明された人工知能。

#### ポープ
ディヨザとマクレアリーとの間にできた子供。

#### ジョーダン
モンティとハーパーとの間にできた子供。

## エピソード一覧

### シーズン一覧
| シーズン | シーズン | エピソード | 米国での放送日                | 米国での放送日                |
| シーズン | シーズン | エピソード | 初回                          | 最終回                        |
| -------- | -------- | ---------- | ----------------------------- | ----------------------------- |
|          | 1        | 13         | 2014年3月19日                 | 2014年6月11日                 |
|          | 2        | 16         | 2014年10月22日                | 2015年3月11日                 |
|          | 3        | 16         | 2016年1月21日                 | 2016年5月19日                 |
|          | 4        | 13         | 2017年2月1日                  | 2017年5月24日                 |
|          | 5        | 13         | 2018年4月24日                 | 2018年8月7日                  |
|          | 6        | 13         | 2019年4月30日                 | 2019年8月6日                  |
|          | 7        | 16         | 2020年5月20日                 | 2020年9月30日                 |
| トータル | トータル | 100        | 2014年3月19日 – 2020年9月30日 | 2014年3月19日 – 2020年9月30日 |

### シーズン1 (2014年)
| 通算 | 話数 | タイトル           | 原題                     | 監督                      | 米国放送日    | 視聴者数 (万人) |
| ---- | ---- | ------------------ | ------------------------ | ------------------------- | ------------- | --------------- |
| 1    | 1    | 100名の囚人        | Pilot                    | バラット・ナルーリ        | 2014年3月19日 | 273             |
| 2    | 2    | 謎だらけの地球     | Earth Skills             | ディーン・ホワイト        | 2014年3月26日 | 227             |
| 3    | 3    | 危険に満ちた地上   | Earth Kills              | ディーン・ホワイト        | 2014年4月2日  | 190             |
| 4    | 4    | ルールなき社会     | Murphy's Law             | P・J・ペス                | 2014年4月9日  | 169             |
| 5    | 5    | 地上に降りたポッド | Twilight's Last Gleaming | ミラン・チェイロフ        | 2014年4月16日 | 180             |
| 6    | 6    | 守るべき存在       | His Sister's Keeper      | ウェイン・ローズ          | 2014年4月23日 | 197             |
| 7    | 7    | 逃れられぬ現実     | Contents Under Pressure  | ジョン・F・ショウォルター | 2014年4月30日 | 188             |
| 8    | 8    | 幻覚               | Day Trip                 | マット・バーバー          | 2014年5月7日  | 164             |
| 9    | 9    | 統一記念日         | Unity Day                | ジョン・ベーリング        | 2014年5月14日 | 173             |
| 10   | 10   | 脅威の兵器         | I Am Become Death        | オマール・マダ            | 2014年5月21日 | 146             |
| 11   | 11   | 最後の静寂         | The Calm                 | メアジー・アルマス        | 2014年5月28日 | 171             |
| 12   | 12   | 決断のとき         | We Are Grounders: Part 1 | ディーン・ホワイト        | 2014年6月4日  | 158             |
| 13   | 13   | 決戦               | We Are Grounders: Part 2 | ディーン・ホワイト        | 2014年6月11日 | 168             |

### シーズン2 (2014年 - 2015年)
| 通算 | 話数 | タイトル               | 原題                          | 監督                      | 米国放送日     | 視聴者数 (万人) |
| ---- | ---- | ---------------------- | ----------------------------- | ------------------------- | -------------- | --------------- |
| 14   | 1    | マウント・ウェザーの謎 | The 48                        | ディーン・ホワイト        | 2014年10月22日 | 155             |
| 15   | 2    | 深まる疑惑             | Inclement Weather             | ジョン・F・ショウォルター | 2014年10月29日 | 148             |
| 16   | 3    | 危うい協力関係         | Reapercussions                | ディーン・ホワイト        | 2014年11月5日  | 168             |
| 17   | 4    | 救いの手               | Many Happy Returns            | P・J・ペス                | 2014年11月12日 | 175             |
| 18   | 5    | 人体実験               | Human Trials                  | エド・フレイマン          | 2014年11月19日 | 164             |
| 19   | 6    | 渦巻く陰謀             | Fog of War                    | スティーヴン・デポール    | 2014年12月3日  | 186             |
| 20   | 7    | 迫られる選択           | Long Into an Abyss            | アントニオ・ネグレ        | 2014年12月10日 | 162             |
| 21   | 8    | 血の制裁               | Spacewalker                   | ジョン・F・ショウォルター | 2014年12月17日 | 140             |
| 22   | 9    | 消えない苦しみ         | Remember Me                   | オマール・マダ            | 2015年1月21日  | 148             |
| 23   | 10   | 課せられた試練         | Survival of the Fittest       | ディーン・ホワイト        | 2015年1月28日  | 153             |
| 24   | 11   | 潜入                   | Coup de Grace                 | P・J・ペス                | 2015年2月4日   | 151             |
| 25   | 12   | 激しい攻防戦           | Rubicon                       | メアジー・アルマス        | 2015年2月11日  | 136             |
| 26   | 13   | 犠牲の上にあるもの     | Resurrection                  | ディーン・ホワイト        | 2015年2月18日  | 142             |
| 27   | 14   | 偽りと信念             | Bodyguard of Lies             | ユタ・ブリースウィッツ    | 2015年2月25日  | 155             |
| 28   | 15   | 最後の戦い             | Blood Must Have Blood: Part 1 | オマール・マダ            | 2015年3月4日   | 149             |
| 29   | 16   | 死闘の果て             | Blood Must Have Blood: Part 2 | ディーン・ホワイト        | 2015年3月11日  | 134             |

### シーズン3 (2016年)
| 通算 | 話数 | タイトル         | 原題                           | 監督                   | 米国放送日    | 視聴者数 (万人) |
| ---- | ---- | ---------------- | ------------------------------ | ---------------------- | ------------- | --------------- |
| 30   | 1    | 死を司る者       | Wanheda: Part 1                | ディーン・ホワイト     | 2016年1月21日 | 188             |
| 31   | 2    | 追跡             | Wanheda: Part 2                | メアジー・アルマス     | 2016年1月28日 | 163             |
| 32   | 3    | 地獄の門         | Ye Who Enter Here              | アントニオ・ネグレ     | 2016年2月4日  | 157             |
| 33   | 4    | 反乱分子         | Watch the Thrones              | エド・フレイマン       | 2016年2月11日 | 132             |
| 34   | 5    | 報復の連鎖       | Hakeldama                      | ティム・スキャンラン   | 2016年2月18日 | 136             |
| 35   | 6    | 奇跡の鍵         | Bitter Harvest                 | ディーン・ホワイト     | 2016年2月25日 | 141             |
| 36   | 7    | ポラリス         | Thirteen                       | ディーン・ホワイト     | 2016年3月3日  | 139             |
| 37   | 8    | 正しい道         | Terms and Conditions           | ジョン・ショウォルター | 2016年3月10日 | 120             |
| 38   | 9    | プロメテウスの火 | Stealing Fire                  | ユタ・ブリースウィッツ | 2016年3月31日 | 123             |
| 39   | 10   | 陥落             | Fallen                         | マット・バーバー       | 2016年4月7日  | 113             |
| 40   | 11   | 100人の1人       | Nevermore                      | エド・フレイマン       | 2016年4月14日 | 108             |
| 41   | 12   | 贖罪             | Demons                         | P・J・ペス             | 2016年4月21日 | 115             |
| 42   | 13   | 生きるために     | Join or Die                    | ディーン・ホワイト     | 2016年4月28日 | 127             |
| 43   | 14   | 不戦の志         | Red Sky at Morning             | P・J・ペス             | 2016年5月5日  | 113             |
| 44   | 15   | 絶体絶命         | Perverse Instantiation: Part 1 | エド・フレイマン       | 2016年5月12日 | 117             |
| 45   | 16   | 人類の未来       | Perverse Instantiation: Part 2 | ディーン・ホワイト     | 2016年5月19日 | 129             |

### シーズン4 (2017年)
| 通算 | 話数 | タイトル         | 原題                 | 監督                           | 米国放送日    | 視聴者数 (万人) |
| ---- | ---- | ---------------- | -------------------- | ------------------------------ | ------------- | --------------- |
| 46   | 1    | タイムリミット   | Echoes               | ディーン・ホワイト             | 2017年2月1日  | 121             |
| 47   | 2    | 神の赦し         | Heavy Lies the Crown | エド・フレイマン               | 2017年2月8日  | 101             |
| 48   | 3    | 第四の騎士       | The Four Horsemen    | P・J・ペス                     | 2017年2月15日 | 105             |
| 49   | 4    | 醜い言い訳       | A Lie Guarded        | イアン・サモイル               | 2017年2月22日 | 100             |
| 50   | 5    | 臨戦態勢         | The Tinder Box       | ジョン・F・ショウォルター      | 2017年3月1日  | 102             |
| 51   | 6    | 我ら灰より蘇らん | We Will Rise         | ディーン・ホワイト             | 2017年3月15日 | 98              |
| 52   | 7    | 残された道       | Gimme Shelter        | ティム・スキャンラン           | 2017年3月22日 | 90              |
| 53   | 8    | 救いの神殿       | God Complex          | オマール・マダ                 | 2017年3月29日 | 97              |
| 54   | 9    | 未来へ向けて     | DNR                  | メアジー・アルマス             | 2017年4月26日 | 81              |
| 55   | 10   | 非情の選抜       | Die All, Die Merrily | ディーン・ホワイト             | 2017年5月3日  | 85              |
| 56   | 11   | 扉の向こう側     | The Other Side       | ヘンリー・イアン・キュージック | 2017年5月10日 | 86              |
| 57   | 12   | 選ばれし100人    | The Chosen           | アレックス・カリムニオス       | 2017年5月17日 | 83              |
| 58   | 13   | プライムファイア | Praimfaya            | ディーン・ホワイト             | 2017年5月24日 | 91              |

### シーズン5 (2018年)
| 通算 | 話数 | タイトル         | 原題                | 監督                           | 米国放送日    | 視聴者数 (万人) |
| ---- | ---- | ---------------- | ------------------- | ------------------------------ | ------------- | --------------- |
| 59   | 1    | エデン           | Eden                | ディーン・ホワイト             | 2018年4月24日 | 143             |
| 60   | 2    | 赤の女王         | Red Queen           | P・J・ペス                     | 2018年5月1日  | 102             |
| 61   | 3    | 眠れる軍団       | Sleeping Giants     | ティム・スキャンラン           | 2018年5月8日  | 108             |
| 62   | 4    | パンドラの箱     | Pandora's Box       | ディーン・ホワイト             | 2018年5月15日 | 1077            |
| 63   | 5    | 砂漠の怪物       | Shifting Sands      | オマール・マダ                 | 2018年5月22日 | 94              |
| 64   | 6    | 血の契り         | Exit Wounds         | マイケル・ブランデル           | 2018年6月5日  | 922             |
| 65   | 7    | やむをえない犠牲 | Acceptable Losses   | メアジー・アルマス             | 2018年6月19日 | 83              |
| 66   | 8    | 生物兵器         | How We Get to Peace | アントニオ・ネグレ             | 2018年6月26日 | 73              |
| 67   | 9    | 暴君はかくの如し | Sic Semper Tyrannis | イアン・サモイル               | 2018年7月10日 | 89              |
| 68   | 10   | 独裁者の選択     | The Warriors Will   | ヘンリー・イアン・キュージック | 2018年7月17日 | 86              |
| 69   | 11   | 暗黒の年         | The Dark Year       | アレックス・カリムニオス       | 2018年7月24日 | 85              |
| 70   | 12   | 砲火の中で       | Damocles: Part 1    | ディーン・ホワイト             | 2018年7月31日 | 88              |
| 71   | 13   | 世界の終わり     | Damocles: Part 2    | ディーン・ホワイト             | 2018年8月7日  | 99              |

### シーズン6 (2019年)
| 通算 | 話数 | タイトル           | 原題                        | 監督                     | 米国放送日    | 視聴者数 (万人) |
| ---- | ---- | ------------------ | --------------------------- | ------------------------ | ------------- | --------------- |
| 72   | 1    | 聖域               | Sanctum                     | エド・フレイマン         | 2019年4月30日 | 86              |
| 73   | 2    | 赤き陽             | Red Sun Rising              | アレックス・カリムニオス | 2019年5月7日  | 81              |
| 74   | 3    | ガブリエルの子供達 | The Children of Gabriel     | ディーン・ホワイト       | 2019年5月14日 | 82              |
| 75   | 4    | 呪われた復活       | The Face Behind the Glass   | ティム・スキャンラン     | 2019年5月21日 | 73              |
| 76   | 5    | ジョセフィンの復活 | The Gospel of Josephine     | イアン・サモイル         | 2019年5月28日 | 73              |
| 77   | 6    | 命の取引           | Memento Mori                | P・J・ペス               | 2019年6月11日 | 64              |
| 78   | 7    | 記憶の隠し場所     | Nevermind                   | マイケル・ブランデル     | 2019年6月18日 | 72              |
| 79   | 8    | 暴走               | The Old Man and the Anomaly | エイプリル・マレン       | 2019年6月25日 | 63              |
| 80   | 9    | 生きる価値         | What You Take with You      | マーシャル・ヴァーチュー | 2019年7月9日  | 70              |
| 81   | 10   | ふたつの意識       | Matryoshka                  | アマンダ・タッピング     | 2019年7月16日 | 57              |
| 82   | 11   | 反撃の時           | Ashes to Ashes              | ボブ・モーリー           | 2019年7月23日 | 54              |
| 83   | 12   | 順応の儀式         | Adjustment Protocol         | アントニオ・ネグレ       | 2019年7月30日 | 61              |
| 84   | 13   | サンクタムの血     | The Blood of Sanctum        | エド・フレイマン         | 2019年8月6日  | 59              |

### シーズン7 (2020年)
| 通算 | 話数 | タイトル                 | 原題                   | 監督                       | 米国放送日    | 視聴者数 (万人) |
| ---- | ---- | ------------------------ | ---------------------- | -------------------------- | ------------- | --------------- |
| 85   | 1    | 灰からの復興             | From the Ashes         | エド・フレイマン           | 2020年5月20日 | 80              |
| 86   | 2    | 楽園                     | The Garden             | ディーン・ホワイト         | 2020年5月27日 | 76              |
| 87   | 3    | 偽りの神                 | False Gods             | ティム・スキャンラン       | 2020年6月3日  | 71              |
| 88   | 4    | 使徒軍団                 | Hesperides             | ダイアナ・ヴァレンタイン   | 2020年6月10日 | 63              |
| 89   | 5    | ようこそバルドへ         | Welcome to Bardo       | イアン・サモイル           | 2020年6月17日 | 68              |
| 90   | 6    | 惑星ナカラ               | Nakara                 | P・J・ペス                 | 2020年6月24日 | 57              |
| 91   | 7    | クイーンズ・ギャンビット | The Queen's Gambit     | リンジー・モーガン         | 2020年7月1日  | 64              |
| 92   | 8    | アナコンダ               | Anaconda               | エド・フレイマン           | 2020年7月8日  | 67              |
| 93   | 9    | 羊たちの群れ             | The Flock              | アミン・カデラリ           | 2020年7月15日 | 61              |
| 94   | 10   | 闇の君臨者               | A Little Sacrifice     | シャーウィン・シラティー   | 2020年8月5日  | 47              |
| 95   | 11   | エセリア                 | Etherea                | エイプリル・ウィニー       | 2020年8月12日 | 58              |
| 96   | 12   | ストレンジャー           | The Stranger           | アマンダ・ロウ             | 2020年8月19日 | 54              |
| 97   | 13   | 赤き陽の幻影             | Blood Giant            | マイケル・クリエット       | 2020年9月9日  | 59              |
| 98   | 14   | 波乱の帰郷               | A Sort of Homecoming   | ジェシカ・ハーモン         | 2020年9月16日 | 63              |
| 99   | 15   | 消えゆく光               | The Dying of the Light | イアン・サモイル           | 2020年9月23日 | 52              |
| 100  | 16   | 最後の審判               | The Last War           | ジェイソン・ローゼンバーグ | 2020年9月30日 | 61              |